# جيم ميلر (لاعب كرة قدم أسترالية)
جيم ميلر (بالإنجليزية: Jim Miller)‏ هو لاعب كرة قدم أسترالية أسترالي، ولد في 30 مايو 1919 في Footscray, Victoria ‏ في أستراليا.

## وصلات خارجية
- جيم ميلر على موقع AustralianFootball.com (الإنجليزية)
- جيم ميلر على موقع AFLtables.com (الإنجليزية)